# Quercus stenophylloides
Quercus stenophylloides — вид рослин з родини букових (Fagaceae), ендемік Тайваню.

## Опис
Дерево до 17 метрів заввишки. Гілочки тонкі, сірі, без волосся. Листки від довгасто-еліптичних до ланцетоподібних, шкірясті, 7–12 × 1.5–3.5 см; верхівка від загостреної до хвостатої; основа округла або гостра; край з невеликими остьоподібними зубами; верх блискуче-зелений; низ із простими волосками, але, як правило, майже голий; ніжка безволоса, 1.5–2 см. Період цвітіння: квітень — травень. Маточкові суцвіття завдовжки 2–2.5 см. Жолуді еліпсоїдні, завдовжки 1.7–2 см, шириною 1.5 см; чашечка вкриває 1/2 горіха, завдовжки 1–1.5 см, у діаметрі 1.2 см; дозрівають на другий рік.

## Середовище проживання
Ендемік Тайваню. Росте на висотах від 500 до 2600 метрів у широколистяних вічнозелених лісах у горах.